# Municipio de Newtown (Illinois)
El municipio de Newtown (en inglés: Newtown Township) es un municipio ubicado en el condado de Livingston en el estado estadounidense de Illinois. En el año 2010 tenía una población de 733 habitantes y una densidad poblacional de 7,82 personas por km².

## Geografía
El municipio de Newtown se encuentra ubicado en las coordenadas 41°3′51″N 88°45′41″O / 41.06417, -88.76139. Según la Oficina del Censo de los Estados Unidos, el municipio tiene una superficie total de 93.78 km², de la cual 93,15 km² corresponden a tierra firme y (0,67 %) 0,63 km² es agua.

## Demografía
Según el censo de 2010, había 733 personas residiendo en el municipio de Newtown. La densidad de población era de 7,82 hab./km². De los 733 habitantes, el municipio de Newtown estaba compuesto por el 96,18 % blancos, el 0,27 % eran afroamericanos, el 0,82 % eran asiáticos, el 2,18 % eran de otras razas y el 0,55 % eran de una mezcla de razas. Del total de la población el 3,41 % eran hispanos o latinos de cualquier raza.